# 晋 (恒星)
摩羯座36，又名BD-22 5692，HD 204381、SAO 190374、HR 8213，是摩羯座的一颗恒星，视星等为4.51，位于銀經27.97，銀緯-43.87，其B1900.0坐标为赤經21h 23m 1.3s，赤緯-22° -43.87′ 34″。